# Liste d'œuvres d'art public dans les Yvelines
Cet article vise à recenser les œuvres d'art dans l'espace public dans le département des Yvelines, en France.

## Liste
Les œuvres sont classées par ordre alphabétique de communes et, au sein de celles-ci, par ordre chronologique d'installation, dans la mesure des informations disponibles.

### Sculptures
| Œuvre                                             | Auteur                           | Commune                   | Localisation                                                | Notes | Installation                                                | Coordonnées                                                 | Illustration |
| ------------------------------------------------- | -------------------------------- | ------------------------- | ----------------------------------------------------------- | --- | ----------------------------------------------------------- | ----------------------------------------------------------- | --- |
| Statue de François Mitterrand                     | À déterminer                     | Aubergenville             | À déterminer                                                | Représente François Mitterrand. | À déterminer                                                | 48° 58′ 17,8″ nord, 1° 50′ 54,2″ est                        | Statue de François Mitterrand |
| Statue de Maurice Berteaux,                       | René-Philéas Carillon            | Chatou                    | Place Maurice Berteaux                                      | Représente Maurice Berteaux. L'originale en bronze de 1922 réalisé par Charles Maillard est fondue sous le régime de Vichy, dans le cadre de la mobilisation des métaux non ferreux.               | 1948                                                        | à géolocaliser                                              | Image manquante |
| Sans titre                                        | Pol Bury                         | Conflans-Sainte-Honorine  | Place Romagne                                               | | 1991                                                        | 48° 59′ 52″ nord, 2° 05′ 54″ est                            | Image manquante |
| Buste de Victor Schœlcher,                        | Marguerite Syamour               | Houilles                  | Sur la place Victor Schoelcher, anciennement place Courbet  | Représente Victor Schœlcher. L'original de 1904 et le bas-relief sont fondus sous le régime de Vichy, dans le cadre de la mobilisation des métaux non ferreux. Le bas-relief n'a pas été remplacé. | 1948                                                        | à géolocaliser                                              | Image manquante |
| Long Term Parking                                 | Arman                            | Jouy-en-Josas             | Domaine du Montcel                                          | | 1982                                                        | 48° 45′ 59″ nord, 2° 10′ 22″ est                            | Image manquante |
| La Lutte des Éléments                             | Jean-Yves Lechevallier           | Le Chesnay                | Mairie du Chesnay, 13 Rue Pottier                           | | 1978                                                        | 48° 49′ 21″ nord, 2° 07′ 33″ est                            | La Lutte des Éléments |
| Cerf                                              | Pierre Louis Rouillard           | Le Vésinet                | À déterminer                                                | | À déterminer                                                | 48° 53′ 53″ nord, 2° 08′ 08″ est                            | Cerf |
| Cheval                                            | Frédéric Jager                   | Maisons-Laffitte          | À déterminer                                                | | À déterminer                                                | à géolocaliser                                              | Cheval |
| Cheval Dollar                                     | Pierre Louis Rouillard           | Maisons-Laffitte          | En face de l'entrée de l'Hippodrome                         | | 1912                                                        | à géolocaliser                                              | Cheval Dollar |
| Buste d'Émile Zola                                | José de Charmoy                  | Médan                     | À déterminer                                                | Représente Émile Zola. | À déterminer                                                | à géolocaliser                                              | Buste d'Émile Zola |
| Buste de François Quesnay,                        | Jean Houitte                     | Méré                      | À déterminer                                                | Représente François Quesnay. L'original de 1896 réalisé par Frédéric-Étienne Leroux est fondu sous le régime de Vichy, dans le cadre de la mobilisation des métaux non ferreux.                    | 1994                                                        | à géolocaliser                                              | Buste de François Quesnay« Monument à François Quesnay à Méré », sur À nos grands hommes,« Monument à François Quesnay à Méré », sur e-monumen |
| Buste d'Anne de Bretagne,                         | À déterminer                     | Montfort-l'Amaury         | Promenade des Tours                                         | Représente Anne de Bretagne. L'original en bronze de 1914 réalisé par Émile Derré est fondu sous le régime de Vichy, dans le cadre de la mobilisation des métaux non ferreux.                      | À déterminer                                                | à géolocaliser                                              | Image manquante |
| Buste de Charles de Gaulle                        | Gudmar Olovson (sv)              | Poissy                    | À déterminer                                                | Représente Charles de Gaulle. | À déterminer                                                | 48° 55′ 39″ nord, 2° 02′ 44″ est                            | Buste de Charles de Gaulle |
| Buste de Georges Pompidou                         | Gudmar Olovson (sv)              | Poissy                    | À déterminer                                                | Représente Georges Pompidou. | À déterminer                                                | 48° 55′ 58″ nord, 2° 02′ 30″ est                            | Buste de Georges Pompidou |
| Statue d'Ernest Meissonier                        | Antonin Mercié                   | Poissy                    | Parc Meissonier                                             | Représente Ernest Meissonier. | À déterminer                                                | 48° 55′ 42″ nord, 2° 01′ 53″ est                            | Statue d'Ernest Meissonier |
| Saint Louis                                       | Albert Patrisse                  | Poissy                    | À déterminer                                                | Représente Louis IX. | À déterminer                                                | 48° 55′ 47″ nord, 2° 02′ 15″ est                            | Image manquante |
| Barque solaire                                    | Karel                            | Rambouillet               | Château de Rambouillet                                      | | 1993                                                        | 48° 38′ 45″ nord, 1° 48′ 57″ est                            | Barque solaire |
| Statue de Sully                                   | Jean-Joseph Espercieux           | Rosny-sur-Seine           | À déterminer                                                | Représente Sully. | 1827                                                        | 49° 00′ 00″ nord, 1° 38′ 29″ est                            | Statue de Sully |
|                                                   |                                  | Saint-Quentin-en-Yvelines | Voir la Liste des œuvres d'art de Saint-Quentin-en-Yvelines | Voir la Liste des œuvres d'art de Saint-Quentin-en-Yvelines | Voir la Liste des œuvres d'art de Saint-Quentin-en-Yvelines | Voir la Liste des œuvres d'art de Saint-Quentin-en-Yvelines | Voir la Liste des œuvres d'art de Saint-Quentin-en-Yvelines                                                                                    |
| L'Afrique                                         | Georges Sibrayque et Jean Cornu  | Versailles                | Parc de Versailles                                          | Grande Commande : Les Quatre Parties du monde. | À déterminer                                                | 48° 48′ 22″ nord, 2° 07′ 09″ est                            | L'Afrique |
| L'Air                                             | Étienne Le Hongre                | Versailles                | Parc de Versailles                                          | Grande Commande : Les Quatre Éléments. | À déterminer                                                | 48° 48′ 21″ nord, 2° 07′ 08″ est                            | L'Air |
| L'Amérique                                        | Gilles Guérin                    | Versailles                | Parc de Versailles                                          | Grande Commande : Les Quatre Parties du monde. | À déterminer                                                | 48° 48′ 24″ nord, 2° 07′ 13″ est                            | L'Amérique |
| L'Asie                                            | Léonard Roger                    | Versailles                | Parc de Versailles                                          | Grande Commande : Les Quatre Parties du monde. | À déterminer                                                | 48° 48′ 23″ nord, 2° 07′ 18″ est                            | L'Asie |
| L'Automne                                         | Thomas Regnaudin                 | Versailles                | Parc de Versailles                                          | Grande Commande : Les Quatre Saisons. | À déterminer                                                | 48° 48′ 24″ nord, 2° 07′ 12″ est                            | L'Automne |
| Le Colérique                                      | Jacques Houzeau                  | Versailles                | Parc de Versailles                                          | Grande Commande : Les Quatre Tempéraments de l'Homme. | À déterminer                                                | 48° 48′ 24″ nord, 2° 07′ 16″ est                            | Le Colérique |
| La Dordogne                                       | Antoine Coysevox                 | Versailles                | Parc de Versailles                                          | | À déterminer                                                | à géolocaliser                                              | Image manquante |
| L'Eau                                             | Pierre Le Gros l'aîné            | Versailles                | Parc de Versailles                                          | Grande Commande : Les Quatre Éléments. | À déterminer                                                | 48° 48′ 16″ nord, 2° 07′ 06″ est                            | L'Eau |
| L'Enlèvement de Proserpine par Pluton             | François Girardon                | Versailles                | Parc de Versailles                                          | Grande Commande. | À déterminer                                                | 48° 48′ 22″ nord, 2° 06′ 45″ est                            | L'Enlèvement de Proserpine par Pluton |
| L'Été                                             | Pierre Hutinot                   | Versailles                | Parc de Versailles                                          | Grande Commande : Les Quatre Saisons. | À déterminer                                                | 48° 48′ 24″ nord, 2° 07′ 14″ est                            | L'Été |
| L'Europe                                          | Pierre Mazeline                  | Versailles                | Parc de Versailles                                          | Grande Commande : Les Quatre Parties du monde. | À déterminer                                                | 48° 48′ 22″ nord, 2° 07′ 09″ est                            | L'Europe |
| Le Feu                                            | Nicolas Dossier                  | Versailles                | Parc de Versailles                                          | Grande Commande : Les Quatre Éléments. | À déterminer                                                | 48° 48′ 17″ nord, 2° 07′ 03″ est                            | Le Feu |
| Le Flegmatique                                    | Matthieu Lespagnandelle          | Versailles                | Parc de Versailles                                          | Grande Commande : Les Quatre Tempéraments de l'Homme. | À déterminer                                                | 48° 48′ 23″ nord, 2° 07′ 19″ est                            | Le Flegmatique |
| La Garonne                                        | Antoine Coysevox                 | Versailles                | Parc de Versailles                                          | | À déterminer                                                | à géolocaliser                                              | Image manquante |
| L'Heure de Midi                                   | Gaspard Marsy                    | Versailles                | Parc de Versailles                                          | Grande Commande : Les Quatre Heures du jour. | À déterminer                                                | 48° 48′ 21″ nord, 2° 07′ 09″ est                            | L'Heure de Midi |
| L'Hiver                                           | François Girardon                | Versailles                | Parc de Versailles                                          | Grande Commande : Les Quatre Saisons. | À déterminer                                                | 48° 48′ 24″ nord, 2° 07′ 15″ est                            | L'Hiver |
| La Terre                                          | Benoît Massou                    | Versailles                | Parc de Versailles                                          | Grande Commande : Les Quatre Éléments. | À déterminer                                                | 48° 48′ 23″ nord, 2° 07′ 10″ est                            | La Terre |
| La Marne                                          | Étienne Le Hongre                | Versailles                | Parc de Versailles                                          | | À déterminer                                                | à géolocaliser                                              | Image manquante |
| Le Mélancolique                                   | Michel de La Perdrix             | Versailles                | Parc de Versailles                                          | Grande Commande : Les Quatre Tempéraments de l'Homme. | À déterminer                                                | 48° 48′ 21″ nord, 2° 07′ 07″ est                            | Le Mélancolique |
| La Nuit                                           | Jean Raon                        | Versailles                | Parc de Versailles                                          | Grande Commande : Les Quatre Heures du jour. | À déterminer                                                | 48° 48′ 23″ nord, 2° 07′ 09″ est                            | La Nuit |
| Nymphe et Enfant aux oiseaux                      | Philippe Magnier                 | Versailles                | Parc de Versailles                                          | | À déterminer                                                | à géolocaliser                                              | Image manquante |
| Nymphe et Enfant soufflant dans une conque marine | À déterminer                     | Versailles                | Parc de Versailles                                          | | À déterminer                                                | à géolocaliser                                              | Image manquante |
| Nymphe et Enfant tenant une guirlande             | Pierre Le Gros l'aîné            | Versailles                | Parc de Versailles                                          | | À déterminer                                                | à géolocaliser                                              | Image manquante |
| Nymphe et Enfant au trident                       | Philippe Magnier                 | Versailles                | Parc de Versailles                                          | | À déterminer                                                | à géolocaliser                                              | Image manquante |
| Le Poème héroïque                                 | Jean de Rouilly                  | Versailles                | Parc de Versailles                                          | Grande Commande : Les Quatre Genres poétiques. | À déterminer                                                | 48° 48′ 22″ nord, 2° 07′ 20″ est                            | Le Poème héroïque |
| Le Poème lyrique                                  | Jean-Baptiste Tuby               | Versailles                | Parc de Versailles                                          | Grande Commande : Les Quatre Genres poétiques. | À déterminer                                                | 48° 48′ 17″ nord, 2° 07′ 05″ est                            | Le Poème lyrique |
| Le Poème pastoral                                 | Gérard-Léonard Hérard et Granier | Versailles                | Parc de Versailles                                          | Grande Commande : Les Quatre Genres poétiques. | À déterminer                                                | 48° 48′ 24″ nord, 2° 07′ 10″ est                            | Le Poème pastoral |
| Le Poème satyrique                                | Philippe de Buyster              | Versailles                | Parc de Versailles                                          | Grande Commande : Les Quatre Genres poétiques. | À déterminer                                                | 48° 48′ 23″ nord, 2° 07′ 17″ est                            | Le Poème satyrique |
| Le Point du Jour                                  | Gaspard Marsy                    | Versailles                | Parc de Versailles                                          | Grande Commande : Les Quatre Heures du jour. | À déterminer                                                | 48° 48′ 17″ nord, 2° 07′ 06″ est                            | Le Point du Jour |
| Le Printemps                                      | Philippe Magnier                 | Versailles                | Parc de Versailles                                          | Grande Commande : Les Quatre Saisons. | À déterminer                                                | 48° 48′ 17″ nord, 2° 07′ 06″ est                            | Le Printemps |
| Le Sanguin                                        | Noël Jouvenet                    | Versailles                | Parc de Versailles                                          | Grande Commande : Les Quatre Tempéraments de l'Homme. | À déterminer                                                | 48° 48′ 24″ nord, 2° 07′ 17″ est                            | Le Sanguin |
| La Seine                                          | Étienne Le Hongre                | Versailles                | Parc de Versailles                                          | | À déterminer                                                | à géolocaliser                                              | Image manquante |
| Le Soir                                           | Martin Desjardins                | Versailles                | Parc de Versailles                                          | Grande Commande : Les Quatre heures du jour. | À déterminer                                                | 48° 48′ 21″ nord, 2° 07′ 08″ est                            | Le Soir |
| Le Songe                                          | Volodymyr Odrehiwski             | Villennes-sur-Seine       | À déterminer                                                | | 1996                                                        | à géolocaliser                                              | Le Songe |

### Monuments aux morts
| Œuvre                                                       | Auteur                              | Commune                  | Localisation                                             | Notes             | Installation | Coordonnées                      | Illustration                        |
| ----------------------------------------------------------- | ----------------------------------- | ------------------------ | -------------------------------------------------------- | ----------------- | ------------ | -------------------------------- | ----------------------------------- |
| Monument aux morts                                          | À déterminer                        | Achères                  | À déterminer                                             |                   | À déterminer | à géolocaliser                   | Monument aux morts                  |
| Monument aux morts                                          | À déterminer                        | Andrésy                  | À déterminer                                             |                   | À déterminer | à géolocaliser                   | Monument aux morts                  |
| Monument aux morts                                          | À déterminer                        | Bonnelles                | À côté de l'église                                       |                   | À déterminer | à géolocaliser                   | Monument aux morts                  |
| Monument aux morts                                          | À déterminer                        | Bréval                   | À déterminer                                             |                   | 1921         | à géolocaliser                   | Monument aux morts                  |
| Monument aux morts                                          | À déterminer                        | Carrières-sur-Seine      | À déterminer                                             |                   | À déterminer | à géolocaliser                   | Monument aux morts                  |
| Monument aux morts de la batellerie                         | À déterminer                        | Conflans-Sainte-Honorine | Sur le Pointil, à la confluence de l'Oise et de la Seine | Inscrit MH (2020) | 1924         | à géolocaliser                   | Monument aux morts de la batellerie |
| Poilu au repos (monument aux morts)                         | Copie d'après Étienne Camus         | Cravent                  | À côté de l'église                                       |                   | À déterminer | à géolocaliser                   | Poilu au repos (monument aux morts) |
| Poilu étreignant le drapeau avec croix (monument aux morts) | Copie d'après Charles-Eugène Breton | Fontenay-le-Fleury       | Dans le cimetière                                        |                   | 1920         | à géolocaliser                   | Image manquante                     |
| Monuments aux morts                                         | À déterminer                        | Maisons-Laffitte         | Avenue Eglé - Parc                                       |                   | À déterminer | 48° 56′ 54″ nord, 2° 08′ 53″ est | Monument aux morts                  |
| Soldat gisant (monument aux morts)                          | Charles-Henri Pourquet              | Maisons-Laffitte         | Dans le cimetière                                        |                   | 1924         | 48° 57′ 05″ nord, 2° 08′ 01″ est | Soldat gisant (monument aux morts)  |

### Fontaines
| Œuvre                        | Auteur       | Commune                   | Localisation                                                | Notes                                                       | Installation                                                | Coordonnées                                                 | Illustration                                                |
| ---------------------------- | ------------ | ------------------------- | ----------------------------------------------------------- | ----------------------------------------------------------- | ----------------------------------------------------------- | ----------------------------------------------------------- | ----------------------------------------------------------- |
| Fontaine                     | À déterminer | Aigremont                 | Près de la mairie                                           |                                                             | À déterminer                                                | à géolocaliser                                              | Fontaine                                                    |
| Fontaine                     | À déterminer | Carrières-sur-Seine       | À déterminer                                                |                                                             | À déterminer                                                | à géolocaliser                                              | Fontaine                                                    |
| Fontaine                     | À déterminer | Chavenay                  | Sur la place de Rösrath                                     |                                                             | À déterminer                                                | à géolocaliser                                              | Fontaine                                                    |
| Fontaine                     | À déterminer | Garancières               | À déterminer                                                |                                                             | À déterminer                                                | à géolocaliser                                              | Fontaine                                                    |
| Fontaine                     | À déterminer | Le Vésinet                | À déterminer                                                |                                                             | À déterminer                                                | à géolocaliser                                              | Fontaine                                                    |
| Fontaine                     | À déterminer | Maisons-Laffitte          | Sur la place de la Vieille-Église                           | Inscrit MH (1933)                                           | À déterminer                                                | 48° 56′ 48″ nord, 2° 09′ 07″ est                            | Fontaine de Maisons-Laffitte                                |
| Bassin fontaine              | À déterminer | Maisons-Laffitte          | À déterminer                                                |                                                             | À déterminer                                                | à géolocaliser                                              | Bassin fontaine                                             |
| Fontaine de l'Hôtel-de-Ville | À déterminer | Mantes-la-Jolie           | Sur la place de l'Étape                                     | Classé MH (1862)                                            | 1520                                                        | 48° 59′ 23″ nord, 1° 43′ 08″ est                            | Fontaine de l'Hôtel-de-Ville (Mantes-le-Jolie)              |
| Fontaine                     | À déterminer | Saint-Germain-en-Laye     | À déterminer                                                |                                                             | À déterminer                                                | à géolocaliser                                              | Fontaine                                                    |
|                              |              | Saint-Quentin-en-Yvelines | Voir la Liste des œuvres d'art de Saint-Quentin-en-Yvelines | Voir la Liste des œuvres d'art de Saint-Quentin-en-Yvelines | Voir la Liste des œuvres d'art de Saint-Quentin-en-Yvelines | Voir la Liste des œuvres d'art de Saint-Quentin-en-Yvelines | Voir la Liste des œuvres d'art de Saint-Quentin-en-Yvelines |

### Œuvres disparues ou retirées
| Œuvre                      | Auteur         | Commune               | Localisation              | Notes | Installation | Coordonnées    | Illustration |
| -------------------------- | -------------- | --------------------- | ------------------------- | --- | ------------ | -------------- | --- |
| Buste de la République,    | Louis Bate     | Chatou                | Place de l'hôtel de ville | Fondu sous le régime de Vichy, dans le cadre de la mobilisation des métaux non ferreux.                               | 1902         | à géolocaliser | Image manquante |
| Monument de la République, | À déterminer   | Mantes-la-Jolie       | Vers le square Brieussel  | Érigé[Où ?] en 1906. Fondu sous le régime de Vichy, dans le cadre de la mobilisation des métaux non ferreux.          | 1928         | à géolocaliser | Image manquante |
| Statue d'Adolphe Thiers,   | Antonin Mercié | Saint-Germain-en-Laye | Place du Château          | Représentait Adolphe Thiers. Fondue sous le régime de Vichy, dans le cadre de la mobilisation des métaux non ferreux. | 1880         | à géolocaliser | Statue d'Adolphe Thiers« Monument à Thiers à Saint-Germain-en-Laye », sur À nos grands hommes,« Monument à Thiers à Saint-Germain-en-Laye », sur e-monumen |